# New Whiteland (Indiana)
New Whiteland es un pueblo ubicado en el condado de Johnson en el estado estadounidense de Indiana. En el Censo de 2010 tenía una población de 5472 habitantes y una densidad poblacional de 1.446,1 personas por km².

## Geografía
New Whiteland se encuentra ubicado en las coordenadas 39°33′42″N 86°5′58″O / 39.56167, -86.09944. Según la Oficina del Censo de los Estados Unidos, New Whiteland tiene una superficie total de 3.78 km², de la cual 3.78 km² corresponden a tierra firme y (0%) 0 km² es agua.

## Demografía
Según el censo de 2010, había 5472 personas residiendo en New Whiteland. La densidad de población era de 1.446,1 hab./km². De los 5472 habitantes, New Whiteland estaba compuesto por el 96.64% blancos, el 0.44% eran afroamericanos, el 0.07% eran amerindios, el 0.97% eran asiáticos, el 0% eran isleños del Pacífico, el 0.49% eran de otras razas y el 1.39% pertenecían a dos o más razas. Del total de la población el 2.01% eran hispanos o latinos de cualquier raza.